# Garcinia euonymoides
Garcinia euonymoides là một loài thực vật có hoa trong họ Bứa. Loài này được ined. mô tả khoa học đầu tiên.